# Levi Leipheimer
Levi Leipheimer (* 24. října 1973 Butte, Montana) je americký profesionální cyklista. Vyhrál několik etapových závodů jako Kolem Německa či Dauphiné Libéré. Z „velkých tour“ dosáhl nejlepšího výsledku v roce 2001 třetím místem na Vueltě. Silný je zvláště v časovce.

## Biografie
K cyklistice se Leipheimer dostal jako k prostředku k ozvláštnění tréninku v době své rané sjezdařské kariéry. Lyžování zanechal až v devatenácti letech, cyklistickým profesionálem se stal o pět let později podpisem smlouvy se stájí Saturn. V roce 1999 v jejích barvách vyhrál mistrovství USA v časovce jednotlivců a vysloužil si tím přestup do elitní stáje US Postal Service Cycling Team.

### V barvách US Postal a Rabobanku 2000-2004
Ve druhém roce svého působení za US Postal dosáhl prvního průlomu. Na Vueltě vytvořil s Robertem Herasem silnou týmovou dvojici, a ačkoli jel hlavně ve prospěch svého týmového lídra, držel se v celkovém pořadí v těsném kontaktu. V závěrečné časovce jednotlivců pak Herase dokonce přeskočil a obsadil konečné třetí místo. Třetí byl také v závodě Kolem Kastilie a Leónu.
Po úspěchu na Vueltě se dohodl na přestupu do stáje Rabobank, která mu nabídla roli jedničky. V této pozici absolvoval poprvé Tour de France, v roce 2002 v ní skončil na osmém místě.
Barvy nizozemského týmu nesl i na olympijských hrách v Athénách, kde nahradil Lance Armstronga, který start odmítl. Silniční závod jednotlivců ale nedokončil.

### Německá léta 2005-2006
V roce 2005 se Leipheimer sportovně přestěhoval do Německa, když přijal nabídku stáje Gerolsteiner. V jejích barvách brzy zaznamenal prestižní vítězství na domácím etapovém závodě Kolem Německa, 31 sekund před Janem Ullrichem. Své vedení upevnil hlavně vítězstvím nad Ullrichem ve čtvrté etapě na Rettensbachferner, který byl svou výškou 2670 m nejvyšším vrcholem evropské silniční sezóny 2005.
O rok později byl Leipheimer jedním z favoritů únorové Tour of California, kde se po prologu skutečně dostal do vedení a zlatý trikot dovezl i do cíle první etapy ve svém domově v Santě Rose. V následující etapě ho obral o vedení George Hincapie, závod nakonec vyhrál Floyd Landis, ale Leipheimer se stal vítězem vrchařské soutěže.
Několik dalších měsíců strávil Leipheimer přípravou v Kalifornii a na Dauphiné Libéré se objevil ve skvělé formě. K úspěchu vykročil třetím místem v prologu a výhrou v etapě na Mont Ventoux převzal celkové vedení, které udržel až do cíle závodu.
I proto patřil mezi velké favority na Tour de France, tím spíš po vyloučení některých silných soupeřů (vč. Bassa nebo Ullricha) kvůli podezření ze zapojení do dopingového skandálu rozpoutaného ve Španělsku). Leipheimer byl náhle nejvýše postaveným jezdcem z roku 2005 na startu ročníku 2006. Jenže Američan selhal v sedmé etapě, kterou byla jeho jinak silná časovka, nabral šest minut ztrátu, kterou ještě zvýšil nepovedenou první horskou etapou. Zlepšení si zajistil v 11. etapě, v níž dojel ve vítězné trojici mezi Děnisem Meňšovem a Landisem na druhém místě a v celkovém pořadí Tour vybojoval konečnou třináctou pozici.

### Návrat do Discovery Channel a úspěch na Tour 2007
Přestože Leipheimer nebyl zcela spokojený se svým vystoupením na Tour de France 2006, ještě větším zklamáním byl závod pro stáj Discovery Channel Pro Cycling Team, který nedokázal najít žádnou náhradu za Armstronga. Stáj, která byla pokračovatelem bývalého Leipheimerova týmu US Postal Service (k přejmenování došlo kvůli změně sponzora) tak znovu sáhla po službách svého někdejšího cyklisty.
Leipheimer byl znovu adeptem na vítězství na Tour of California. Znovu jako před rokem vybojoval vítězství v prologu, navíc vyhrál i 5. etapu – časovku jednotlivců a tentokrát zlatý trikot nikomu nepřepustil. Stáj Discovery Channel sestavila po ročním propadu znovu silný tým, za který s Leipheimerovou pomocí Alberto Contador vyhrál závod Paříž – Nice 2007. Na Tour de France Discovery potvrdilo svou nadvládu tím, že jasně ovládlo soutěž týmů a mělo oba své první jezdce, Leipheimera i Contadora na čele. Leipheimer se zásluhou svých výkonů i odstoupení některých favoritů (hlavně Michaela Rasmussena) postupně prosadil na třetí místo (vedl Contador), a vítězstvím v předposlední etapě, časovce jednotlivců, snížil svou ztrátu na druhého Cadela Evanse na pouhých osm sekund.

### Doping
V říjnu 2012 byl na základě šetření United States Anti-Doping Agency (USADA) usvědčen z braní dopingu Efedrin v roce 1996. Následně bylo pozastaveno jeho členství v týmech Saturn, US Postal, Rabobank, Gerolsteiner a Astana. Leipheimer přijal zákaz činnosti na 6 měsíců od 01.9.2012 do 01.3.2013 a byl diskvalifikován ze všech výsledků závodu od 1. června 1999 až 30. července 2006, a červenci 7 až 29. července 2007 (Tour de France 2007).

## Vítězství
| Rok  | Závod                 | Soutěž              |
| ---- | --------------------- | ------------------- |
| 1998 | Tour de Beauce        | 3. etapa            |
| 1998 | Tour de Beauce        | celkově             |
| 1999 | Mistrovství USA       | časovka jednotlivců |
| 1999 | Tour de Beauce        | 3. etapa            |
| 1999 | Tour de Beauce        | celkově             |
| 2002 | Route du Sud          | 3. etapa (časovka)  |
| 2002 | Route du Sud          | celkově             |
| 2005 | Kolem Německa         | 4. etapa            |
| 2005 | Kolem Německa         | vrchařská soutěž    |
| 2005 | Kolem Německa         | celkově             |
| 2006 | Critérium du Dauphiné | celkově             |
| 2006 | Kolem Německa         | 5. etapa            |
| 2006 | Tour of California    | prolog              |
| 2006 | Tour of California    | vrchařská soutěž    |
| 2007 | Tour of California    | prolog              |
| 2007 | Tour of California    | 5. etapa (časovka)  |
| 2007 | Tour of California    | celkově             |
| 2007 | Tour de Georgia       | 4. etapa            |
| 2007 | Tour de Georgia       | 5. etapa (časovka)  |
| 2007 | Tour de France        | 19. etapa (časovka) |

## Celkové pořadí na velkých etapových závodech
|                 | 2001 | 2002 | 2003 | 2004 | 2005 | 2006 | 2007 | 2008 | 2009 | 2010 | 2011 |
| --------------- | ---- | ---- | ---- | ---- | ---- | ---- | ---- | ---- | ---- | ---- | ---- |
| Tour de France  | -    | 8.   | WD   | 9.   | 6.   | 12.  | 3.   | -    | WD   | 13.  | 32.  |
| Giro d'Italia   | -    | -    | -    | -    | -    | -    | -    | 18.  | 5.   | -    | -    |
| Vuelta a España | 3.   | -    | -    | -    | -    | -    | 2.   | -    | -    |      |      |

WD = odstoupil ze závodu